# Hippolyte Fortoul
Pour les articles homonymes, voir Fortoul.
Hippolyte Nicolas Honoré Fortoul, né le 13 août 1811 à Digne et mort le 7 juillet 1856 à Bad Ems, est un homme politique, homme de lettres et historien français.

## Biographie
Il commença ses études à Digne et les termina au collège de Lyon. Vers la fin de 1829, il vint à Paris et se fit connaître de bonne heure par diverses publications historiques et littéraires. Jeune critique de la Revue encyclopédique, d’obédience saint-simonienne, il intervient en 1833 pour dénoncer le mauvais génie de la littérature, l’art pour l’art, et il reviendra vingt ans plus tard sur cette critique, mais dans un contexte différent alors qu’il est ministre. Il est nommé professeur de littérature française à la faculté de Toulouse en 1840 et devient doyen de la faculté d’Aix-en-Provence en 1846. C’est à ce moment qu’il commence ses recherches sur Sieyès, à partir de ses manuscrits inédits, recherches qu’il continuera de longues années encore sans publier pour autant son ouvrage, dont des parties manuscrites sont conservées aux Archives nationales.
D’opinions avancées dans sa jeunesse, il inclinait vers le socialisme saint-simonien et la république ; mais ses idées évoluèrent ensuite.
Il est élu député des Basses-Alpes, en 1848, représentant à l’Assemblée nationale où il siège sur les bancs du parti de l’Élysée jusqu’à la fin de la Deuxième République et s’y fait apprécier du prince Louis-Napoléon Bonaparte. Après un bref passage en tant que ministre de la Marine, celui-ci, en 1851, après le coup d'État du 2 décembre 1851, l’appelle au ministère de l’Instruction publique, poste qu’il conserve jusqu’à sa mort. Il est nommé sénateur en 1853.
À ce poste, il manifeste de l'intérêt pour la chanson de tradition orale et diligente une enquête afin de recueillir et publier les chants populaires français. Appuyé par Jean-Jacques Ampère, il entre en contact avec 212 érudits locaux de toutes les régions de France, qui, durant quatre ans, procéderont au premier collectage systématique des musiques régionales. En 1857, un inventaire des documents reçus est établi dans le but de constituer un Recueil général des poésies populaires de la France. Devant l'immensité de la tâche, le projet est abandonné et les manuscrits reçus sont déposés en 1877 à la Bibliothèque nationale.
Attaché à la modernisation de l’enseignement, il développa l’étude des langues vivantes, de la gymnastique, et créa une section scientifique distincte de la section littéraire à partir de la classe de quatrième (c’est ce qu’on a appelé la « bifurcation des études », réforme préparée par Urbain Le Verrier et Jean-Baptiste Dumas). Mais on a surtout retenu de son administration la mise au pas de l’Université : il supprima l’inamovibilité des professeurs de faculté et révoqua des opposants tels que Victor Cousin, Michelet, Edgar Quinet, Jules Simon ; il reprit en main l’École normale dont les élèves avaient été hostiles au 2 décembre ; en 1854, il décida que, désormais, les membres du conseil supérieur de l’Instruction publique et des conseils académiques seraient désignés par le ministre, et dessaisit les communes de la nomination des instituteurs, au profit du recteur puis du préfet. Au lendemain de la Révolution de 1848, il supprima l’agrégation d’histoire et celle de philosophie, remplaçant cette dernière matière dans les lycées par un simple enseignement de logique, afin d’exclure des études « ces problèmes téméraires qui jettent le trouble dans les esprits sans les éclairer, qui excitent une curiosité inquiète sans la satisfaire ». Il astreignit les professeurs de faculté à déposer à l’avance le plan de leurs cours, et encadra l’ensemble du corps enseignant par des règlements stricts et détaillés : il alla jusqu’à interdire le port de la barbe, « symbole d’anarchie » par une circulaire adressée aux recteurs en date du 20 mars 1852. Il tenta également de réformer l’Institut de France, foyer gênant de l'opposition, mais ne réussit finalement qu’à créer une section nouvelle de l’Académie des sciences morales et politiques (la section de politique, administration et finance) dont il nomma les 10 membres.
Devenu ministre à une époque où le gouvernement avait besoin du concours de l’Église et où Napoléon III souhaitait une entente avec le Saint-Siège, il dut ménager les influences cléricales et ultramontaines. Ainsi, lorsqu’il y avait conflit entre un instituteur et un curé, le ministre donnait toujours satisfaction à ce dernier. Il tenait toutefois à limiter la domination du clergé sur l’enseignement public et s’employa pour cela à le rendre inattaquable du point de vue religieux, afin d’ôter aux curés et aux évêques tout prétexte d’ingérence. Par exemple, en 1853, il a effacé de la liste tous les noms protestants et israélites de personnes se destinant au professorat de lettres, et a ensuite déclaré aux autorités protestantes que c’était la détermination du gouvernement de limiter la candidature des juifs et des protestants ayant l’intention d’enseigner les sciences. Il réussit ainsi à sauver l’existence même de l’enseignement public que les catholiques les plus extrémistes voulaient complètement démanteler. Peu favorable à la loi Falloux (il estimait que l’enseignement de l’État était suffisamment fiable sur le plan politique depuis sa reprise en main), il laissa cependant l’essor de l’enseignement libre continuer sur sa lancée, et il se limita à imposer l’inspection des établissements, essentiellement en vue d’empêcher qu’une influence légitimiste hostile à l’Empire s’y développe (ainsi fit-il fermer un collège de Jésuites où le bris du buste de Napoléon III par les élèves n’avait pas été sanctionné ; de même, il interdit l’ouverture d’un collège religieux dans un diocèse où l’évêque faisait la preuve de son opposition au régime).
Méfiant vis-à-vis des congrégations, n’étant cependant pas gallican, mais poussé dans ce sens par son administration, il défendit les coutumes de l’Église de France, les droits des évêques et ceux de l’État contre le pape, en particulier en matière de nominations épiscopales (où il fut mal soutenu par le ministre des Affaires étrangères et par l’ambassadeur de France à Rome ; mais il obtint tout de même, après de longues négociations, la démission de l’évêque légitimiste de Luçon, ouvertement rebelle à l’Empire). Il dut en fait se contenter de sauver les apparences ; et, d’ailleurs, la majorité des évêques nommés sous son administration étaient ultramontains, ceux-ci étant de plus zélés partisans de l’Empire que les gallicans. Napoléon III lui ayant toujours gardé sa confiance, il était encore en poste lors de sa mort subite, survenue aux eaux d’Ems.
Hippolyte Fortoul est élu mainteneur de l’Académie des Jeux floraux en 1844 et membre de l’Académie des inscriptions et belles-lettres en 1854.
Les papiers personnels d'Hippolyte Fortoul sont conservés aux Archives nationales sous la cote 246AP.

## Ouvrages
- Histoire du seizième siècle (1838)
- Grandeur de la vie privée (2 volumes, 1838)
- Les Fastes de Versailles, depuis son origine jusqu’à nos jours (1839)
- Du Génie de Virgile (1840)
- De l’Art en Allemagne (2 volumes, 1841-1842)
- Essai sur les poèmes et sur les images de la Danse des morts (1842)
- Essai sur la théorie et sur l’histoire de la peinture chez les anciens et chez les modernes (1845)
- Une page de l’histoire contemporaine. La révision de la constitution (1851)
- Études d’archéologie et d’histoire (2 volumes, 1854)
- Instruction générale sur l’exécution du plan d’études des lycées, par M. H. Fortoul, ministre de l’Instruction publique et des cultes (1854)
- Journal d’Hippolyte Fortoul, ministre de l’Instruction publique et des Cultes, 1811-1856, publié par Geneviève Massa-Gille, Droz, Genève, 2 volumes, 1979-1989.